# Casas-Ibáñez
Casas-Ibáñez é um município da Espanha na província de Albacete, comunidade autónoma de Castilla-La Mancha, de área 102,94 km² com população de 4493 habitantes (2004) e densidade populacional de 42,04 hab/km².

## Demografia
| Variação demográfica do município entre 1991 e 2004 | Variação demográfica do município entre 1991 e 2004 | Variação demográfica do município entre 1991 e 2004 | Variação demográfica do município entre 1991 e 2004 |
| --------------------------------------------------- | --------------------------------------------------- | --------------------------------------------------- | --------------------------------------------------- |
| 1991                                                | 1996                                                | 2001                                                | 2004                                                |
| 3961                                                | 4041                                                | 4162                                                | 4331                                                |